# Даніель Сене
Даніель Сене (фр. Daniel Senet, 26 червня 1953) — французький важкоатлет.
Срібний призер Олімпійських Ігор 1976 року в легкій вазі.